# 이나즈마 일레븐 GO의 에피소드 목록
다음은 애니메이션 이나즈마 일레븐 GO의 방영 목록이다. 각 에피소드의 방영된 제목은 일어 표기 제목(번역 자막 제목) / 한글 방영 제목 순으로 표기되었으며 나열식 비도표 문서로 이루어져 있다.

## 썬더일레븐GO
이나즈마 일레븐 GO / 썬더 일레븐 GO (총 47부작)
1. (1화)雷門に吹く新しい風！(라이몬에 불어오는 새로운 바람!)
2. (2화)これが化身だ！(이게 화신이다!)
3. (3화)崩壊！雷門サッカー部！！(붕괴! 라이몬 축구부!)
4. (4화)天馬の入部テスト！(텐마의 입부 테스트!)
5. (5화)仕組まれた試合！(짜여진 시합!)
6. (6화)ラストパスにこめた思い(라스트 패스에 담긴 마음)
7. (7화)円堂監督登場！(엔도 감독님 등장!)
8. (8화)キャプテンの資格！(주장의 자격)
9. (9화)ついに開幕！ホーリーロード！！(드디어 개막! 홀리 로드!!)
10. (10화)勝利への反乱！(승리를 향한 반란!)
11. (11화)剣城の秘密！(양몽희의 비밀!)
12. (12화)化身の脅威！万能坂中！！(화신의 위협! 만노자카 중!!)
13. (13화)雷門の覚醒!?(라이몬의 각성!?)
14. (14화)信助の必殺技！(신스케의 필살기!)
15. (15화)鬼道有人との再会(키도 유우토와의 재회)
16. (16화)戦慄！帝国学園！！(전율! 제국학원!!)
17. (17화)炸裂！アルティメットサンダー！！(작렬! 얼티미트 썬더!!)
18. (18화)革命（かぜ）を起こせ！(혁명[바람]을 일으켜라!)
19. (19화)荒れ狂う海王の牙！(매서운 카이오우의 어금니!)
20. (20화)羽ばたけ！天馬の化身！！(날개쳐라! 텐마의 화신!!)
21. (21화)秋空の挑戦者！(가을하늘의 도전자!)
22. (22화)集え！革命の旗に！！(모여라! 혁명의 깃발로!!)
23. (23화)恐怖のサイクロンスタジアム！(공포의 사이클론 스타디움!)
24. (24화)蘇れ！俺たちのサッカー！！(되살아나라! 우리들의 축구!!)
25. (25화)あいつが帰ってくる！(그 녀석이 돌아온다!)
26. (26화)立ちはだかる白い悪魔！(앞을 가로막는 하얀 악마!)
27. (27화)氷上の激闘！vs 白恋中！！(빙상의 격투! VS 하쿠렌중!!)
28. (28화)監督・鬼道の不安(감독, 키도의 불안)
29. (29화)宿命の対決！木戸川青修！！(숙명의 대결! 키도카와 세이슈!!)
30. (30화)華麗なる戦術！鬼道 vs アフロディ！！(화려한 전술! 키도 vs 아후로디!!)
31. (31화)化身！戦国武神ムサシ見参！！(화신! 전국무신 무사시 등장!!)
32. (32화)革命（かぜ）の軌跡(혁명[바람]의 궤적)
33. (33화)謎の敵！幻影学園！！(수수께끼의 적! 겐에이 학원!!)
34. (34화)防御不可能！マボロシショット！！(방어 불가능! 환상 샷!!)
35. (35화)衝撃の采配！キーパー交代！！(충격의 지시! 키퍼 교체!!)
36. (36화)運命の再会(운명의 재회)
37. (37화)硝子細工の天才(유리처럼 약한 천재)
38. (38화)解き放たれる太陽の化身！(해방되는 타이요의 화신!)
39. (39화)天馬 vs 太陽(텐마 vs 타이요)
40. (40화)新キャプテン！松風天馬！！(새로운 주장! 마츠카제 텐마!!)
41. (41화)決戦！アマノミカドスタジアム！！(결전! 천황 스타디움!)
42. (42화)出現、最強の敵！ドラゴンリンク！！(출현, 최강의 적! 드래곤 링크!!)
43. (43화)壮絶！最後の聖戦！！(장렬! 최후의 성전!!)
44. (44화)天まで届け！みんなのサッカー！！(하늘까지 닿아라! 모두의 축구!!)
45. (45화)未来（あした）へのパス(미래[내일]을 향한 패스)
46. (46화)TV（テレビ）局が来た！(TV방송국이 왔다!)
47. (47화)これが雷門中サッカー部だ！(이것이 라이몬 중학교 축구부다!)

이나즈마 일레븐 GO 크로노 스톤 / 썬더 일레븐 GO 크로노 스톤 (총 51부작)
1. (1화)サッカーが消えた！？(축구가 사라졌다!?)
2. (2화)時を越えた天馬！(시간을 초월한 텐마!)
3. (3화)よみがえれ！雷門！！(부활해라! 라이몬!!)
4. (4화)最後のサッカー(최후의 축구)
5. (5화)驚愕！サッカー禁止令！！(경악! 축구 금지령!!)
6. (6화)壮絶！プロトコル・オメガ2.0！！(장렬! 프로토콜 오메가!)
7. (7화)只今エデンでの特訓! (갓 에덴에서의 특훈!)
8. (8화)マスターしなさい! 化身アムド!!(마스터하라! 화신암드!)
9. (9화)敗者の聖典を手に入れなさい! (패자의 성전을 손에 넣어라!)
10. (10화)衝撃の再会! 円堂大介!!(충격의 재회! 엔도 다이스케!!)
11. (11화)捜し出しなさい! 施工最強イレブン!?(찾아내라! 시공최강 일레븐!?)
12. (12화)来た! 信長の村!!(왔다! 노부나가의 마을!!)
13. (13화)大難前! シロシカグミ!!(대난전! 시로시카구미!!)
14. (14화)潜入! 舞踊家大作戦!!(잠입! 무용수 대작전!!)
15. (15화)オワリノ−クニの大特訓!(오와리노쿠니의 대특훈!)
16. (16화)ウツケマツリの決戦!(우츠케마츠리의 결전!)
17. (17화)夢の天下(꿈의 천하)
18. (18화)皆が帰って来た!(모두가 돌아왔다!)
19. (19화)甲-の少女(갑옷의 소녀)
20. (20화)炎のの中のサッカー!(불꽃속의 축구!)
21. (21화)誓いはこの旗の下に(맹세는 이 깃발 아래에)
22. (22화)有備さんはおもしろい方なの!(유비씨는 재밌는 분이야!)
23. (23화)驚くべきな孔明の邸宅!!(놀라운 공명의 저택!!)
24. (24화)逆襲!ザナクドメイン!(격습 자나크 도메인!)
25. (25화)炸裂! 孔明の力!!(작렬! 공명의 힘!!)
26. (26화)坂本龍馬! 登場!!(사카모토 료마! 등장!!)
27. (27화)寞末の劒士!沖田総司!!(막말의 검사! 오키타 소우지!!)
28. (28화)サッカー対決!坂本vs沖田!!(축구 대결! 사카모토 VS 오키타!!)
29. (29화)歴史を作る男たち!(역사를 만드는 사나이들)
30. (30화)円堂守 伝説!(엔도 마모루 전설!)
31. (31화)恐竜時代へGO!(공룡시대로 GO!)
32. (32화)見たか! 恐竜の王!!(보았느냐! 공룡의 왕!!)
33. (33화)獣の谷の大決戦!(짐승 계곡에서의 대결전!)
34. (34화)さよならと吼える声(작별을 외치는 목소리)
35. (35화)伝説へのジャンプ!(전설으로의 점프!)
36. (36화)集え!円卓の騎士!!(모여라! 원탁의 기사!!)
37. (37화)アーサー王とマスタードラゴン(아서 왕과 마스터 드래곤)
38. (38화)恐怖のハイパーダイブモード!(공포의 하이퍼 다이브 모드!)
39. (39화)結束! 雷門とエルドラド!!(결속! 라이몬과 엘도라도!!)
40. (40화)壮絶開幕！最終決戦ラグナロク！！(장절개막! 최후의 결전 라그나로크!!)
41. (41화)フェイの目醒め(페이의 각성)
42. (42화)１１人目の時空最強！(11번째의 시공최강!)
43. (43화)メカ円堂登場！(메카 엔도 등장!)
44. (44화)フェイが敵！？(페이가 적!?)
45. (45화)グレートマックスなオレ！(위대한 맥스를 한 나!)
46. (46화)支援者Xの正体！(후원자 X의 정체!)
47. (47화)集結！時空最強イレブン！！(집결! 시공최강 일레븐!!)
48. (48화)SARUの力！(사루의 초능력!)
49. (49화)猛攻！セカンドステージ・チルドレン！！(맹공! 세컨드 스테이지 칠드런!!)
50. (50화)最後のタイムジャンプ！(최후의 타임 점프!)
51. (51화)サッカーが帰ってきた！(축구가 돌아왔다!)

이나즈마 일레븐 GO 갤럭시 / 썬더 일레븐 GO 갤럭시 (총 43부작)
1. (1화)最悪！新生イナズマジャパン！！(최악! 신생 이나즈마 재팬!!)
2. (2화)立ち込める暗雲！世界大会開幕！！(다가오는 암운! 세계대회 개막!!)
3. (3화)小さな変化！(조그만 변화!)
4. (4화)チーム結成の謎(팀 결성의 수수께끼)
5. (5화)イナズマジャパン脱退試験！(이나즈마 재팬 탈퇴시험!)
6. (6화)チームの中の敵！(팀 내부의 적!)
7. (7화)楽しいサッカーをしよう！(즐거운 축구를 해보자!)
8. (8화)九坂の二つの顔(쿠사카의 두가지 얼굴)
9. (9화)帝王の涙!(제왕의 눈물!)
10. (10화)特訓！ブラックルーム！！(특훈! 블랙 룸!!)
11. (11화)じぶん嫌い(자기 혐오)
12. (12화)フィールドの告白(필드에서의 고백)
13. (13화)勝利への解法(승리를 위한 해법)
14. (14화)強襲！レジスタンスジャパン！！(강습! 레지스탕스 재팬!!)
15. (15화)激闘！世界ヘの挑戰！！(격투! 세계로의 도전!!)
16. (16화)信賴し結束する力(신뢰하면 결속하는 힘)
17. (17화)戰いの終わりと始まり(싸움의 마지막과 처음)
18. (18화)来訪者(방문자)
19. (19화)行くぞ！宇宙へ！(가자! 우주로!!)
20. (20화)砂の星にやってきた！(모래의 별에 찾아왔다!)
21. (21화)暴走！ブラックルーム！！(폭주! 블랙룸!!)
22. (22화)激突！宇宙サッカー！！(격돌! 우주 축구!!)
23. (23화)獣（ソウル）出現！(소울 출현!)
24. (24화)水の星の戦士たち！(물의 별의 전사들!)
25. (25화)瞬木隼人の闇！(마타타기 하야토의 어둠!)
26. (26화)目覚めよ！俺のダークサイド！！(눈을 떠라! 나의 다크 사이드!!)
27. (27화)皆帆のオウンゴール！(미나호의 자살골!)
28. (28화)灼熱の惑星ガードン！(작열하는 행성 거든!)
29. (29화)翼を捨てた戦士たち(날개를 버린 전사들)
30. (30화)強烈！シュートカウンター！(강렬! 슛 카운터!)
31. (31화)ダブルソウル！井吹と神童！！(더블 소울! 이부키와 신도)
32. (32화)緑の星ラトニーク！(신록의 행성 라크니크!)
33. (33화)限りある時間！永遠の友情！！(한정된 시간! 영원한 우정!!)
34. (34화)涙の怒髪天シュート！(눈물의 레이지 슛!)
35. (35화)希望の欠片(희망의 조각)
36. (36화)最凶! イクサルフリート誕生！！(최악! 익살 플리트 탄생!!)
37. (37화)決戦! ファラム・ディーテ！！(결전! 파람 디테!!)
38. (38화)天馬VS劍城！！(텐마VS츠루기!!)
39. (39화)翔ろ！俺のソウル！！(날아라! 나의 소울!!)
40. (40화)俺たちの最後の戰い！(우리들의 마지막 싸움!)
41. (41화)暴走する獸（ソウル）！(폭주하는 소울!)
42. (42화)嵐‧竜巻‧ハリケーン！(폭풍, 회오리, 허리케인!)
43. (43화)最後のキック！未来（あす）に向かって飛べ！！(최후의 킥! 미래를 향해 날아라!!)